# MHC-Restriktion
Die MHC-Restriktion beschreibt, dass Antigene von T-Lymphozyten nur dann erkannt werden können, wenn sie zuvor aufbereitet und auf spezifischen körpereigenen Rezeptoren, den vom Haupthistokompatibilitätskomplex (MHC) codierten Klasse-I- und Klasse-II-Proteinkomplexen, auf der Zelloberfläche präsentiert werden. T-Lymphozyten und Antigenpräsentierende Zellen müssen von einem genetisch identischem Organismus stammen, ansonsten können Zytotoxische T-Zellen die infizierten Zellen nicht eliminieren.
Die MHC-Restriktion ist ein Begriff aus der Immunologie, der 1974 in zwei wegweisenden Arbeiten von Rolf Zinkernagel und Peter Doherty eingeführt wurde. Für ihre Verdienste in der medizinischen Forschung erhielten beide im Jahr 1996 den Nobelpreis für Medizin.